# Трифон Иванов
 Тази статия е за футболиста.  За революционера от ВМОРО вижте Трифун Иванов.  
Трифон Маринов Иванов (27 юли 1965 – 13 февруари 2016 г.) е български футболист, най-добрият централен защитник в историята на българския футбол. Избран е в идеалния отбор на България за всички времена. Част от златното поколение на Българския национален отбор, което се класира на 4-то място на Световното първенство през 1994 г. в САЩ. Участник също на Евро'96 и на Световното първенство през 1998 г. във Франция, където е капитан на отбора. За България изиграва 76 мача, в които бележи 6 гола.
На клубно ниво Трифон Иванов играе за Етър (Велико Търново), ЦСКА (София), испанския Бетис, швейцарския Ньошател Ксамакс, австрийските Рапид Виена, Аустрия Виена и Флоридсдорфер. Прекратява състезателната си кариера на 36 години през 2001 г.

## Биография
Трифон Иванов е роден в село Горна Липница, Великотърновско, на 27 юли 1965 година. Когато е 4-годишен, семейството му се премества във Велико Търново. На 11 г. той постъпва в спортно училище в града. Започва като централен нападател.
Иванов започва да играе футбол като юноша на Етър (Велико Търново), където поставя началото на своята професионална кариера през 1983 г. Впоследствие преминава в състава на ЦСКА и играе за отбора през периода 1988 – 93. През 1993 преминава в Реал Бетис. Докато играе в Испания е искан от „Барселона“. През 1993 г. Роналд Куман често е контузен, от „Барселона“ търсят Трифон Иванов, но въпреки голямото желание на футболиста, президентът на „Бетис“ е категорично против и ръководството на клуба отказва да го пусне  Впоследстиве преминава в швейцарския Ньошател Ксамакс, където играе до 1995. През 1994 е част от Златното поколение на българския футбол, част от състава станал 4-ти в света. През 1995 играе под наем в ЦСКА София. Впоследствие преминава в Рапид Виена, където играе до 1997, а оттам преминава в Аустрия Виена 1997 – 98.  Футболист № 1 на България за 1996 г. Шампион на България през 1989, 1990 и 1992 г. с ЦСКА, вицешампион през 1993 г. и бронзов медалист през 1998 г. Носител на купата на страната през 1989 и 1993 с ЦСКА. За КЕШ има 16 мача за ЦСКА, 2 за Етър и 8 за Рапид. Печели Купа Интертото с Етър, през юли 1987 г. с 6 мача и 2 гола. Шампион на Австрия през 1996 г. с Рапид, вицешампион през 1997 година, бронзов медалист в Швейцария с Ксамакс през 1995 г. Финалист за КНК през 1996 г. с Рапид. Има 174 мача и 21 гола в А група. Първи гол в А група: 16.05.1987г. Берое–Етър 4: 2, за 0:1 в 8-ма минута. Играе за националния отбор на България от 1988 до 1998 г., в 77 мача и отбелязва 6 гола. С него печели четвърто място и бронзови медали на Световното първенство през 1994 г. в САЩ, където играе в 6 мача. Участва на Европейското първенство през 1996 г. в Англия (в 3 мача), а с негов гол във вратата на Русия след пас на Христо Стоичков България се класира и за Световното първенство през 1998 г. във Франция (играе в 3 мача).
Избран е за Почетен гражданин на Велико Търново през 1994 г.
След приключване на кариерата си като футболист започва изграждането на верига бензиностанции на австрийската фирма „Аванти“ в Северна България.
През октомври 2013 г. в негова чест в Сао Пауло, Бразилия, се организира футболен турнир за купата „Трифон Иванов“ с участието на 10 аматьорски отбора.
От 1 юли 2014 г. е председател на Зоналния съвет на БФС във Велико Търново, след като работи там известно време като координатор.
Дни след като футболистът отбелязва с голямо празненство 50-ия си рожден ден през 2015 г., получава миокарден инфаркт. Установява се, че има исхемична болест на сърцето и му е направена операция, като му е поставен стент. Лекарите не скриват, че има сериозна опасност за живота му. Препоръчват пълна промяна на начина му на живот, като му назначават и постоянно лечение. Иванов спира тютюнопушенето, но въпреки това умира месеци по-късно, на 13 февруари 2016 г., в дома на приятелката си в село Самоводене, област Велико Търново, от масивен инфаркт.

## Статистика по сезони
- Етър – 1983/84 – А РФГ, 2 мача/0 гола
- Етър – 1984/85 – А РФГ, 3/0
- Етър – 1985/86 – А РФГ, 22/0
- Етър – 1986/87 – А РФГ, 24/1
- Етър – 1987/88 – А РФГ, 28/6
- ЦСКА – 1988/89 – А РФГ, 29/3
- ЦСКА – 1989/90 – А РФГ, 28/3
- ЦСКА – 1990/ес. – А РФГ, 8/2
- Бетис – 1990/91 – Примера Дивисион, 20/5
- Етър – 1991/пр. – А РФГ, 2/0
- Етър – 1991/ес. – А РФГ, 10/1
- ЦСКА – 1992/пр. – А РФГ, 5/1
- Бетис – 1992/93 – Сегунда Дивисион, 30/4
- Бетис – 1993/ес. – Сегунда Дивисион, 3/0
- Ксамакс – 1994/пр. – Швейцарска Суперлига, 7/1
- Ксамакс – 1994/95 – Швейцарска Суперлига, 19/3
- ЦСКА – 1995/пр. – А РФГ, 7/0
- Рапид – 1995/96 – Макс Бундеслига, 30/7
- Рапид – 1996/97 – Макс Бундеслига, 23/1
- Аустрия – 1997/ес. – Макс Бундеслига, 11/1
- ЦСКА – 1998/пр. - А РФГ, 10/1
- Фаворитнер – 1998/99 – Унтерлига, 25/4
- Фаворитнер – 1999/00 – Унтерлига, 21/3
- Фаворитнер – 2000/ес. – Унтерлига, 6/1
- ФАК Аванти – 2000/01 – Унтерлига, 19/1

| Национален отбор по футбол на България | Национален отбор по футбол на България | Национален отбор по футбол на България |
| Година                                 | Мачове                                 | Голове                                 |
| -------------------------------------- | -------------------------------------- | -------------------------------------- |
| 1988                                   | 9                                      | 1                                      |
| 1989                                   | 7                                      | 1                                      |
| 1990                                   | 4                                      | 0                                      |
| 1991                                   | 6                                      | 1                                      |
| 1992                                   | 6                                      | 0                                      |
| 1993                                   | 5                                      | 1                                      |
| 1994                                   | 12                                     | 1                                      |
| 1995                                   | 8                                      | 0                                      |
| 1996                                   | 9                                      | 0                                      |
| 1997                                   | 5                                      | 1                                      |
| 1998                                   | 5                                      | 0                                      |
| Общо                                   | 76                                     | 6                                      |

| Голове за Националния отбор по футбол на България | Голове за Националния отбор по футбол на България | Голове за Националния отбор по футбол на България | Голове за Националния отбор по футбол на България | Голове за Националния отбор по футбол на България | Голове за Националния отбор по футбол на България | Голове за Националния отбор по футбол на България |
| #                                                 | Дата                                              | Място                                             | Съперник                                          | Отбелязва за                                      | Краен резултат                                    | Повод                                             |
| ------------------------------------------------- | ------------------------------------------------- | ------------------------------------------------- | ------------------------------------------------- | ------------------------------------------------- | ------------------------------------------------- | ------------------------------------------------- |
| 1                                                 | 13 април 1988                                     | стадион „Черноморец“, Бургас, България            | ГДР                                               | 1–1                                               | 1 – 1                                             | Приятелска среща                                  |
| 2                                                 | 11 октомври 1989                                  | стадион „Юрий Гагарин“, Варна, България           | Гърция                                            | 1–0                                               | 4 – 0                                             | Квалификации за СП 1990                           |
| 3                                                 | 22 май 1991                                       | стадион „Стадио Олимпико“, Сервале, Сан Марино    | Сан Марино                                        | 0–1                                               | 0 – 3                                             | Квалификации за ЕП 1992                           |
| 4                                                 | 14 април 1993                                     | стадион „Ернст Хапел“, Виена, Австрия             | Австрия                                           | 2–1                                               | 3 – 1                                             | Квалификации за СП 1994                           |
| 5                                                 | 14 декември 1994                                  | стадион „Кардиф Армс Парк“, Кардиф, Уелс          | Уелс                                              | 0–1                                               | 0 – 3                                             | Квалификации за ЕП 1996                           |
| 6                                                 | 10 септември 1997                                 | стадион „Васил Левски“, София, България           | Русия                                             | 1–0                                               | 1 – 0                                             | Квалификации за СП 1998                           |

## Успехи

### С Национален футболен отбор на България
- Бронзови медали – Четвърто място на Световно първенство по футбол 1994.
- Участник на Европейско първенство по футбол 1996 и Световно първенство по футбол 1998.

#### С ЦСКА
- Шампионска титла на България – 3 (1988 – 89, 1989 – 90, 1991 – 92).
- Купа на България – 1 (1988 – 89).
- Суперкупа на България – 1 (1989).

#### С Рапид Виена
- Шампионска титла на Австрия – 1 (1995 – 96).
- Купа на Австрия – 1 (1994 – 95).
- Купа на носителите на купи – финалист (1995 – 96).